# Federica Pellegrini
Federica Pellegrini (n. 5 august 1988, Mirano, Veneto, Italia) este o înotătoare italiană, laureată cu aur la Jocurile Olimpice de vară din 2008.

## Cariera sportivă
Federica participă pentru prima oară la un campionat mondial în anul 2003 din Barcelona, fără să obțină o medalie. Anul următor, la Jocurile Olimpice de vară din 2004 de la Atena, obține medalia de argint la proba de 200 m liber în urma româncei Camelia Potec. Anul următor la campionatul european, obține aur la 200 m liber și argint la 400 m liber. La campionatul mondial din anul 2007, în Melbourne, stabilește în semifinale un nou record mondial la proba de 200 m liber (1:56,47 sec.), corectând recordul stabilit anterior de Franziska van Almsick. La două zile recordul lui Pellegrini, va doborât de înotătoarea franceză Laure Manaudou, în finală de fapt Pellegrini este depășită și de Annika Lurz, Pellegrini obținând numai bronz. La campionatul european din 2008, în Eindhoven (Olanda), Pellegrini va stabili un nou record mondial la proba de 400 liber (4:01,53 sec.) obținând în cariera ei a doua medalie de aur. La Jocurile Olimpice de vară din 2008, în Beijing la 200 m liber ajunge pe locul 1.
În iulie 2009 în Pescara la concursul mediteranean, va doborâ recordul înotătoarei engleze Joanne Jackson cu două zecimi de secundă la 400 m liber. În Roma la campionatul mondial din 2009, va obține aur la 200 și 400 m liber ultimul în timp record, fiind singura înotătoare din lume care a înotat 400 m sub timpul de 4 minute și 2 secunde.
| Timp         | Proba       | Data          |
| ------------ | ----------- | ------------- |
| 01:52,98 min | 200 m liber | 29 iulie 2009 |
| 03:59,15 min | 400 m liber | 26 iulie 2009 |